# Metarranthis broweri
Metarranthis broweri là một loài bướm đêm trong họ Geometridae.